# Canadian Pacific Plaza
Canadian Pacific Plaza es un rascacielos de 117 m de altura en Mineápolis, en el estado de Minnesota (Estados Unidos). Fue terminado en 1960 y tiene 28 pisos. Es el edificio número 21 más alto de la ciudad. Es el primer de la posguerra de la Segunda Guerra Mundial construido en Mineápolis. También es el edificio más alto de la ciudad terminado en la década de 1960. Una vía aérea conecta el edificio con la Rand Tower, el Soo Line Building y el U.S. Bank Plaza.

## Historia
La historia del edificio comenzó en 1955 cuando First Bank System de Mineápolis contrató a Holabird, Root & Burgee de Chicago para diseñar una nueva sede. El proyecto, asistido por la firma de Mineápolis Thorshov & Cerny, se inspiró en los principios de diseño de Ludwig Mies van der Rohe y la recientemente terminada Lever House en la ciudad de Nueva York. La construcción comenzó con la demolición del Edificio de Seguros de Vida de Nueva York en 1957, seguida de la inauguración en enero de 1958 y la ocupación final en mayo de 1960.
El edificio sirvió como sede del First Bank System (ahora U. S. Bancorp ) hasta su traslado a la Torre Capella en 1992. Posteriormente tomó el nombre de One Financial Plaza. En agosto de 2012, el edificio ganó su nombre actual cuando Canadian Pacific Railway trasladó su sede en los Estados Unidos y 400 empleados fuera del cercano Soo Line Building, que estaba siendo convertido en un edificio residencial. El Soo Line Building es el homónimo del histórico Soo Line Railroad, del cual Canadian Pacific se convirtió en accionista mayoritario en 1890 y tomó el control total en 1990, trasladando su propia sede estadounidense a las antiguas oficinas de Soo Line.